# دیوید گلد اسمیت (بازیکن فوتبال)
دیوید گلد اسمیت (انگلیسی: David Goldsmith؛ زادهٔ ۲۱ سپتامبر ۱۹۹۳) بازیکن فوتبال اهل بریتانیا است.